# Streptocarpus cyaneus
Streptocarpus cyaneus là một loài thực vật có hoa trong họ Tai voi. Loài này được S. Moore miêu tả khoa học đầu tiên.